# Катрін Денгіаде
Катрін Мартін Денгіаде (фр. Catherine Martine Denguiadé), також Катрін Бокасса (фр. Catherine Bokassa; нар. 7 серпня 1949, Сарх, Французький Чад) — колишня членкиня центральноафриканської імператорської родини, одна із дружин і вдова Жана-Беделя Бокасси. Імператриця-консорт Центральної Африки у 1977—1979 роках. Її син був призначений спадкоємцем престолу.

## Життєпис
Денгіаде народилася в місті Сарх у Чаді. Її батько походив із Центральноафриканської Республіки, а мати — із Чаду. У Чаді Катрін здобула свою початкову освіту. Середню освіту здобула в Бангі — столиці ЦАР.
Одружилася в чотирнадцятирічному віці. Політик Жан-Бедель Бокасса викрав її і зробив своєю третьою дружиною. Пізніше він одружився ще з 14 жінками.
1976 року Бокасса проголосив себе імператором, а Катрін Деніаде він обрав серед своїх жінок імператрицею-консортом. У 1977 році була залучена до політики. Тоді Бокасса видав декрет про те, що всі учні шкіл в його імперії повинні носити уніформу. Катрін стала формальною власницею компанії, яка виготовляла ці уніформи. На коронації Жана-Беделя Бокасси (4 грудня 1977) Катрін була одягнена в одяг від французької компанії «Lanvin». Багато речей, використаних при коронації, були завезені із Франції. Президент Французької Республіки Валері Жискар д'Естен прислав вісьмох коней із Нормандії, щоб вони тягли імператорську карету. У ході коронації двоє коней померли, тому подружжю довелось користуватися авто. Їхній 4-річний син Жан-Бедель Бокасса-молодший взяв участь у церемонії як спадкоємець престолу. Йому було надано титул кронпринца (prince héritier de Centrafrique). Він мав старших братів і зведених братів.
1979 року, після повалення імператора Бокасси у ході спецоперації ЗС Франції, Катрін відправили разом із її сімома дітьми жити до Женеви. У суспільстві ходили чутки, нібито щоразу, коли їй бракувало грошей, вона продавала діаманти.
Після смерті Бокасси Катрін допомагали друзі. Згодом вона з усіма дітьми переселилася до Центральної Африки.

## Нагороди
- Дама Великого Шнура Імперського ордена Бокасси (4 грудня 1977)[5]